# Jacques Gaittet
Jules Fernand "Jacques" Gaittet, född 15 augusti 1889 i Paris, död där 7 februari 1936, var en fransk ishockeyspelare. Han var med i laget som kom på delad femte plats vid de olympiska spelen i Antwerpen 1920.